# Üsküdar
Üsküdar, autrefois connu sous le nom de Scutari, est l'un des 39 districts de la ville d'Istanbul, en Turquie. Il est situé sur la rive asiatique du Bosphore et jouxte le district de Kadiköy. Un de ses emblèmes est la tour de Léandre, Kız kulesi. Sa population avoisine les 500 000 habitants.

## Histoire

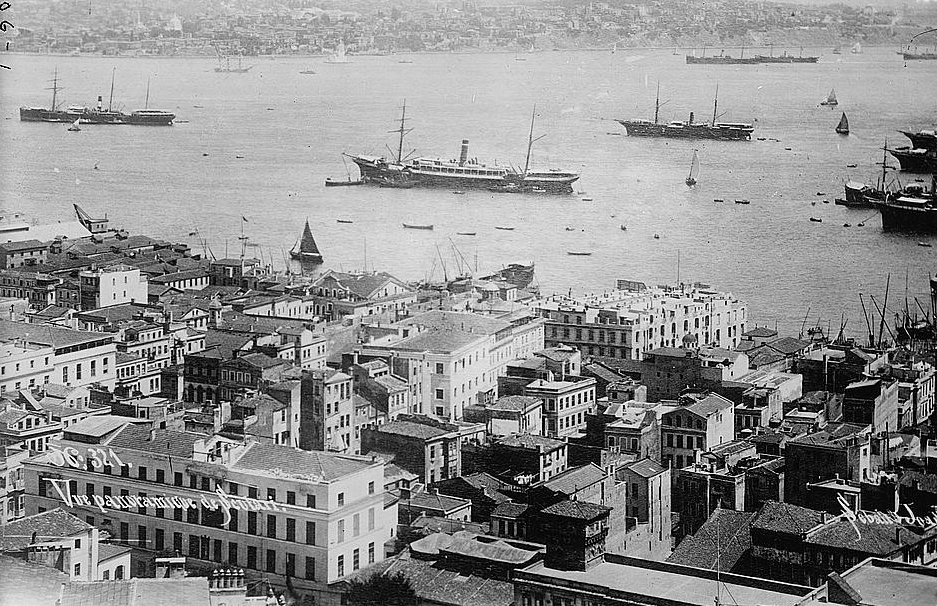
Scutari

Cette ville sur la rive du Bosphore est anciennement connue sous les noms de Chrysopolis (« cité d'or », peut-être à cause de ses richesses ou en raison de la façon dont on la voit depuis Byzance au coucher du soleil) dans l'Antiquité et de Scutari ou Shkoder (Skutarion) à l'époque médiévale. Appartenant à la Bithynie, la cité est fondée au VIIe siècle dans une vallée donnant sur le Bosphore par des habitants de la cité de Chalcédoine peuplant les rives méridionales de la mer Noire.
Important port et centre de construction navale, la ville servira notamment de port d'escale pendant la guerre entre les Grecs et les Perses. En -410, le général athénien Alcibiade fait construire une muraille pour protéger la ville.
En -401, l'armée des Dix Mille avec Xénophon à sa tête y fait escale durant sa retraite vers la Grèce pour y vendre le butin pris en Bithynie. À mesure que croît sa puissante voisine Byzance, la ville devient le marché à péage du Bosphore, puis le pivot du système défensif de Constantinople contre les tentatives d'invasion, en accueillant les armées byzantines. Pourtant, en 1074, la ville est prise par les troupes du mercenaire Roussel de Bailleul, révolté contre Byzance. En 1453, quand les Ottomans s'emparent de Constantinople, Üsküdar est déjà dans leurs mains depuis plus d'un siècle.
Pendant la domination ottomane, Üskudar est un des trois faubourgs de la ville avec Eyüp et Galata. Pour cette raison, elle abrite très tôt de nombreux cimetières qui existent encore aujourd'hui : des cimetières juifs et chrétiens, le Karacaahmet Mezarlığı, un des plus vastes d'Istanbul, le Bülbülderesi Mezarlığı qui abrite un nombre important de membres de la communauté sabbatéenne. Ce cimetière se trouve à proximité de la mosquée Fevsiye Hatun, également connue pour être le centre de cette culture.

## Aujourd'hui

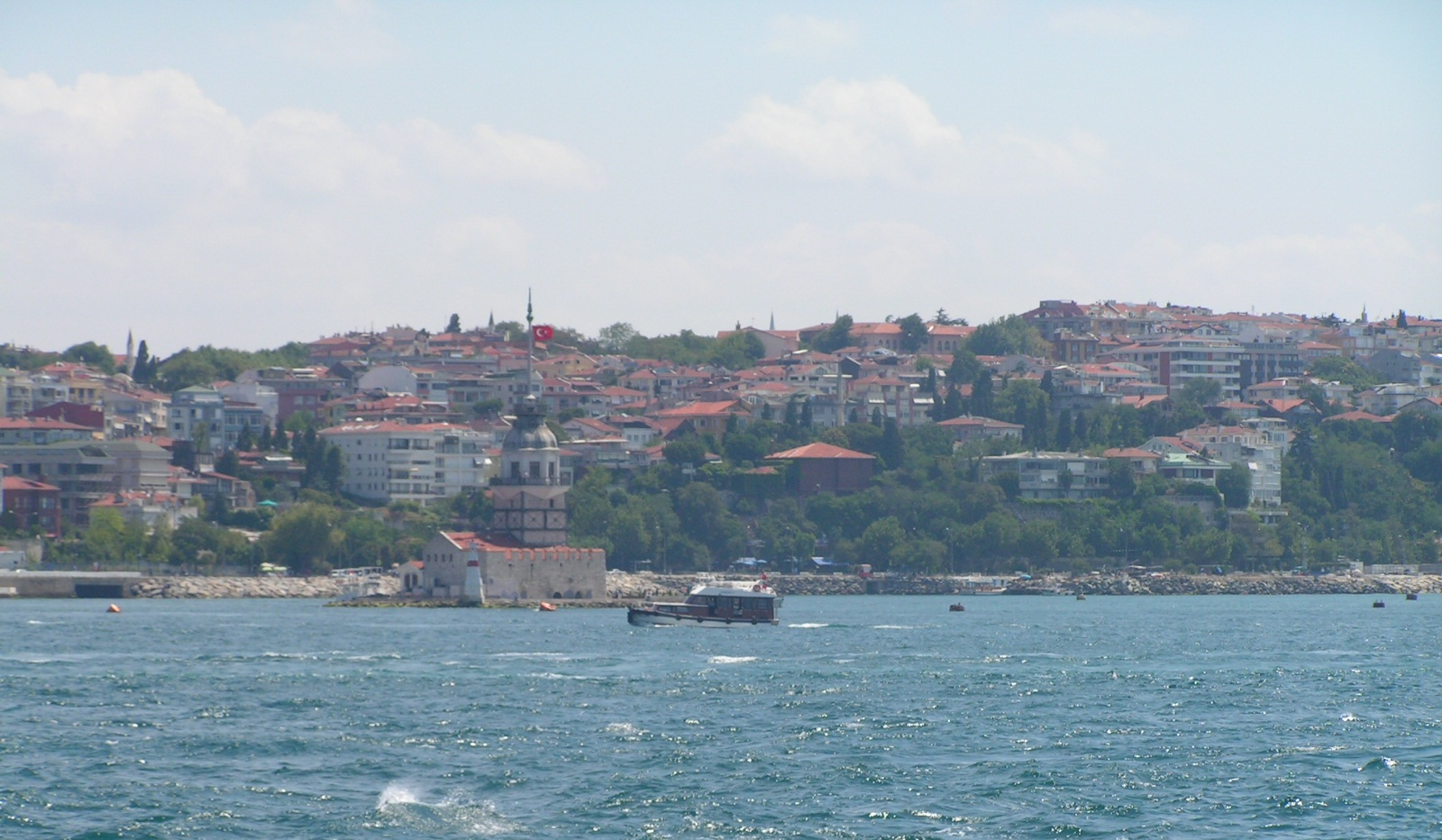
La tour de Léandre à Üsküdar

Réseau de transport public : le Marmaray, tunnel devant relier Üsküdar à la rive européenne d'Istanbul

Üsküdar est le plus ancien et principal faubourg résidentiel d'Istanbul. L'atmosphère y est plus détendue que sur la rive opposée, dans le centre historique d'Eminönü, sur la rive européenne du Bosphore. Il est facile de joindre les deux rives par bateau. Marqué par une population à forte identité, le quartier est connu pour abriter des retraités, des membres de plusieurs communautés, de nombreux étudiants en raison des prix de l'immobilier peu élevés et de la centralité du quartier. De nombreux résidents traversent le Bosphore pour rejoindre la rive européenne où ils ont leurs activités. À l'heure de pointe la rive d'Üsküdar fourmille d'individus faisant la navette entre les bateaux à moteur (vapur) ou les ferrys et les minibus (dolmuş) ou les autobus.
Située au bord du Bosphore, Üsküdar est un mélange atypique où l'on sent l'odeur de la mer et où l'on peut entendre les sirènes de bateaux, le ronronnement des vapur, le cri des mouettes et d'où l'on bénéficie d'une des meilleures vues sur la rive européenne.
En 2006, les travaux du Marmaray, un tunnel ferroviaire sous le Bosphore devant relier Üsküdar à la rive européenne, ont éventré la place principale du quartier mais ont permis d'importantes découvertes archéologiques.
Le front de mer est une importante zone commerciale comportant un grand nombre de boutiques, de restaurants, dont le Kanaat Lokantasi célèbre pour sa cuisine ottomane, ses plats à base d'huile d'olive et ses crèmes glacées. Le quartier compte également un grand nombre de mosquées d'époque ottomane, dont la Grande Mosquée Selimiye. Toutefois, le renouvellement de sa population met en avant les nouveaux besoins de celui-ci, notamment des endroits à la mode pour attirer la jeunesse stambouliote tels que des cafés, cinémas, et autres salles de billard.
L'Université de commerce d'Istanbul y possède un campus, propriété de la Chambre de commerce.

## La vie des quartiers
- Bostanci
- Salacak
- Doğancılar
- Bağlarbaşı-Altunizade
- Selamsız
- Paşalimanı
- Kuzguncuk
- Beylerbeyi
- Çengelköy
- Çamlica
- Koşuyolu

## Personnalités liées
- Zabel Sibil Asadour (1863-1934), poétesse, écrivaine, éditrice, éducatrice et philanthrope arménienne y est née en 1863.
- Armen Lubin (1903-1974), écrivain et poète français d'origine arménienne.

## Sport
- Üsküdar BSK, club omnisports